# Schlauchdamm bei Ramspol

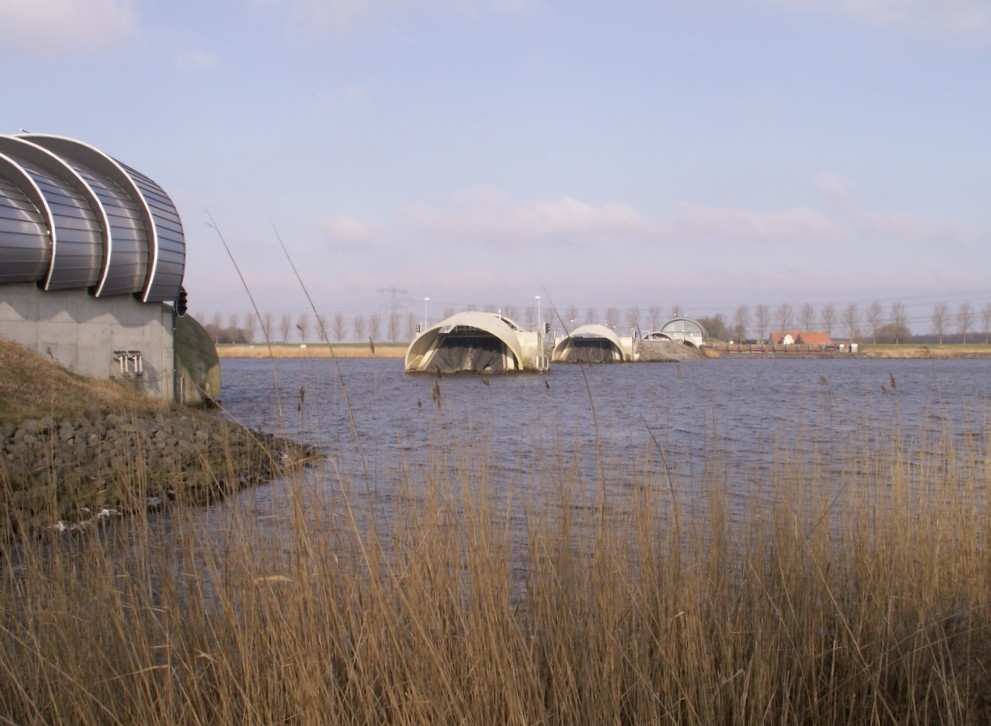
Balgstuw bei Ramspol

Der Schlauchdamm bei Ramspol wird gern als „balgestuw“ bezeichnet, ist aber kein Stauwehr. In der Übersicht des Rijkswaterstaat ist er daher als Kering (Sperrwerk) eingezeichnet und nicht als Stuw (Wehr). Technisch hat der aufblasbare Damm Ähnlichkeit mit einem Schlauchwehr und kann als teilmobiles Schlauchsystem kategorisiert  werden. Das Sperrwerk zwischen dem Ketelmeer und dem Zwarte Meer arbeitet statt mit Hubtoren mit drei aufblasbaren Elementen. Es liegt nördlich der Stadt Kampen etwa 100 Meter westlich der Ramspolbrug. Es wurde im Auftrag des Wasserbauamtes Groot Salland von dem niederländischen Unternehmen Hollandse Beton- en Waterbouw für rund 100 Millionen € errichtet.

## Aufgabe
Das Sperrwerk wurde 2002 in Betrieb genommen um das Gebiet längs des Zwarte Meer vor Hochwasser zu schützen, das bei Nordwest-Sturm aus dem Ketelmeer hereingedrückt wird. Sobald der Pegel auf NAP +0,50 m steigt wird die Anlage geschlossen.

## Konstruktion
Die Sperre besteht aus drei aufblasbaren Elementen aus 1,6 cm dickem gummiertem Werkstoff mit einer Länge von je 80 Meter. In Ruhestellung liegen die Bälge auf drei je 60 m langen und 15,4 m breiten Fundamenten 4,65 m unter NAP. Bei drohender Sturmflut werden diese Elemente mit jeweils 3500 Kubikmeter Wasser und 3500 Kubikmeter Luft gefüllt und erreichen dadurch eine Höhe von rund zehn Meter, was einem Pegelstand von 3,55 m über NAP entspricht. Die Fülldauer beträgt eine Stunde. Bei geschlossenem Sperrwerk ist keine Schifffahrt möglich. Der Schlauchdamm bei Ramspol ist die weltweit größte Anlage dieser Bauart. Kleinere aufblasbare Sperrwerke sind in den Niederlanden im Fluss Dinkel, dem Bornsebeek und bei Oude Wetering eingebaut.